# Lepidophora sumptuosum
Lepidophora sumptuosum är en tvåvingeart som först beskrevs av White 1916.  Lepidophora sumptuosum ingår i släktet Lepidophora och familjen svävflugor. Inga underarter finns listade i Catalogue of Life.